# 크레이지 리치 아시안
《크레이지 리치 아시안》(영어: Crazy Rich Asians)은 2018년 개봉한 미국의 로맨틱 코미디 영화이다. 존 추가 감독을 맡았으며, 케빈 콴의 동명 소설이 영화의 원작이다. 1993년 영화 《더 조이 럭 클럽》 이래로, 헐리우드 메이저 제작사에서 아시안 아메리칸을 주연 포함 주요 배역에 배치해 제작한 첫 번째 작품이다.

## 출연진
주연
- 콘스턴스 우 - 레이첼 추 역
- 헨리 골딩 - 닉 영 역
- 양자경 - 엘레노어 영 역
- 제마 찬 - 아스트리드 영 역
- 아콰피나 - 펙 린 고 역

조연
- 켄 정 - 와이먼 고 역
- 니코 산토스 - 올리버 역
- 크리스 팡 - 콜린 쿠 역
- 소노야 미즈노 - 아라민타 리 역
- 루옌 - 아 마 역
- 징 루시 - 아만다 링 역
- 레미 히- 알리스테어 역
- 지미 O. 양 - 버나드 역
- 해리 슘 주니어 - 찰리 우 역

## 같이 보기
- 플라워 드럼 송